# Gemiddelde zuigersnelheid
De gemiddelde zuigersnelheid is de gemiddelde snelheid van een zuiger in een zuigermotor. Ze wordt berekend aan de hand van de slag en het motortoerental en uitgedrukt in meters per seconde.

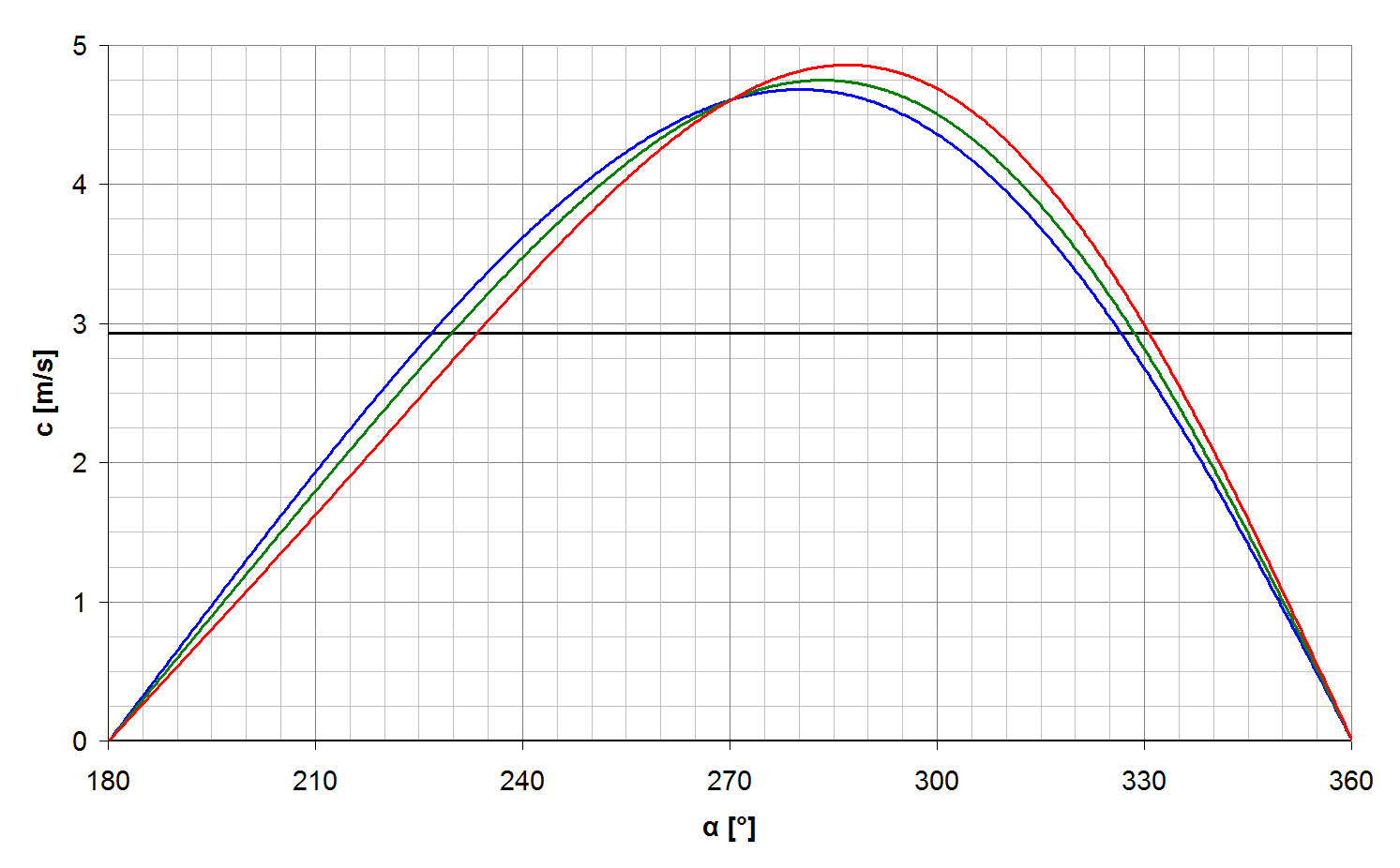
Vergelijking van de gemiddelde zuigersnelheid (zwarte lijn) met de (variërende) drijfstangsnelheden (gekleurde lijnen) tijdens een (1) slag van het onderste naar het bovenste dode punt.

## Gemiddelde zuigersnelheid
Hoewel vaak simpelweg wordt gesproken over "zuigersnelheid" is de juiste term "gemiddelde zuigersnelheid". Dat komt omdat de zuiger zelfs bij gelijkblijvend toerental niet voortdurend dezelfde snelheid houdt. In de nabijheid van het onderste dode punt en het bovenste dode punt vertraagt de zuiger om zijn beweging om te keren. De beweging recht naar boven en beneden noemt men de "primaire zuigerbeweging". De drijfstang gaat echter niet recht op en neer, maar beweegt ook opzij. Daardoor wordt de afgelegde afstand groter (de "secundaire zuigerbeweging") en moet de zuiger versnellen. Als de kruktap een hoek van ongeveer 90° maakt is de zuigersnelheid het hoogst.
De gemiddelde zuigersnelheid wordt uitgedrukt in meters per seconde. Daarom moet bij het berekenen van de gemiddelde zuigersnelheid de slag (aangegeven in millimeters) omgerekend worden naar meters (delen door 1.000) en het toerental (aangegeven in omwentelingen per minuut) omgerekend worden naar omwentelingen per seconde (delen door 60).
De formule voor het berekenen van de gemiddelde zuigersnelheid is als volgt: V = 2 × s × n
V = gemiddelde zuigersnelheid
2 = vermenigvuldigingsfactor omdat de zuiger per krukasomwenteling 2× de slaglengte aflegt
s = slaglengte, omgerekend in meters
n = toerental omgerekend naar omwentelingen per seconde (hertz)
Rekenvoorbeeld: een motor heeft een slag van 80 mm en levert zijn topvermogen bij 5.000 toeren per minuut
De slag in meters bedraagt 0,08 (80 : 1.000) en het toerental in omwentelingen per seconde bedraagt 83,3 (5.000 : 60)
V = 2 × 0,08 × 83,3 = 13,3 m/s

### Belang
Het toerental van een motor wordt beperkt door de gemiddelde zuigersnelheid. Die kan niet ongelimiteerd oplopen omdat er schade zou ontstaan aan onderdelen, met name de lagers van de drijfstangen, maar ook de smering van de cilinderwand komt in het gedrang. Met de slag als belangrijke factor, betekent dit dat een langeslagmotor gemakkelijk een hoge zuigersnelheid haalt. Dit probleem zou men kunnen oplossen door de slag kleiner te maken en de boring groter. 
Rekenvoorbeeld: 
Als we aan het bovenstaande voorbeeld een boring van eveneens 80 mm toevoegen, komt het slagvolume op 400 cc, een normale waarde voor bijvoorbeeld een 1.600cc-viercilinder. Om het toerental te verhogen zonder dat de gemiddelde zuigersnelheid hoger wordt, kan men de boring groter en de slag korter maken, bijvoorbeeld 85 × 70 mm (397 cc). De motor kan nu 5.600 toeren per minuut draaien waarbij de gemiddelde zuigersnelheid 2 × 0,07 × 93,3 = 13,1 m/s bedraagt. 
Een grotere boring heeft zijn voordelen: men kan grotere of zelfs meer kleppen monteren, waardoor de cilindervulling verbetert, maar de kortere slag heeft dan weer nadelen, onder meer het kleinere koppel. Bij een gezinswagen is dat belangrijk: hoe lager het koppel, hoe moeilijker het wegrijden (slippende koppeling) of het trekken van een caravan wordt. Bij motorfietsen is dat belang veel kleiner. Daarom zijn de verschillen tussen de boring en de slag bij motorfietsen vaak veel groter.
- Bij Low Speed diesels (scheepsmotoren en aggregaten in elektriciteitscentrales) moet het toerental uiterst laag blijven, zeker bij directe aandrijving van de scheepsschroef ontstaat het gevaar van cavitatie als de snelheden te hoog worden. Bovendien gebruiken scheepsdiesels vaak goedkope, rudimentaire brandstof met een trage verbranding. De gemiddelde zuigersnelheid bedraagt 8 à 9 m/s.
- Bij Medium Speed Diesels (vrachtauto's, autobussen) bedraagt de gemiddelde zuigersnelheid ca. 11 m/s.
- Bij High Speed Diesels (personenauto's) bedraagt de gemiddelde zuigersnelheid ca. 16 m/s.
- Bij bezinemotoren (personenauto's) bedraagt de gemiddelde zuigersnelheid 15 à 20 m/s.
- Bij benzinemotoren (motorfietsen en sportauto's) bedraagt de gemiddelde zuigersnelheid 20 à 25 m/s.
- Bij toepassingen in de sport, zoals het wereldkampioenschap wegrace, de Formule 1, de NASCAR Cup Series, de IndyCar Series en vooral de motorsprint en de dragrace ligt de gemiddelde zuigersnelheid vaak nog hoger dan 25 m/s. Die motoren hebben dan ook - afgezien van aangepaste smeerolie -  een korte levensduur.

## Gecorrigeerde zuigersnelheid
Het groter maken van de boring betekent ook het groter maken van de zuiger(s) en de betere vullingsgraad geeft een grotere verbrandingsdruk, waardoor ook de drijfstangen, de krukas en de lagers verstevigd moeten worden. Dat heeft tot gevolg dat het gewicht en daardoor de massatraagheid toenemen. 
Daarom wordt een iets nauwkeuriger berekening toegepast, waarbij de boring meegenomen wordt. Deze wordt bereikt door de berekende gemiddelde zuigersnelheid te vermenigvuldigen met de factor {\displaystyle {\sqrt {boring:slag}}}. 
Bij de boring-slagverhouding van het bovenstaande voorbeeld van 80 × 80 mm is die factor 1, waardoor de uitkomst gelijk blijft, maar bij de boring-slagverhouding van 85 × 70 mm is die factor 1,1, waardoor de gecorrigeerde zuigersnelheid groter wordt in plaats van kleiner.
| Voorbeeld                    | 1         | 2         |          | Verschil |
| ---------------------------- | --------- | --------- | -------- | -------- |
| Boring                       | 80 mm     | 85 mm     | +5 mm    |          |
| Slag                         | 80 mm     | 70 mm     | −10 mm   |          |
| toerental                    | 5.000 tpm | 5.600 tpm | +600 tpm |          |
| gemiddelde zuigersnelheid    | 13,3 m/s  | 13,1 m/s  | −0,2 m/s |          |
| Gecorrigeerde zuigersnelheid | 13,3 m/s  | 14,4 m/s  | +1,1 m/s |          |

## Vierkante, korte- en langeslagmotoren
De gebruikte rekenformule resulteert in een gelijk resultaat voor de gemiddelde en de gecorrigeerde zuigersnelheid voor vierkante motoren (boring=slag). Bij korteslagmotoren (boring>slag) wordt de gecorrigeerde zuigersnelheid groter, maar bij langeslagmotoren (boring<slag) juist kleiner. 

## Meercilinders en boxermotoren
Een andere mogelijkheid om de zuigersnelheid laag te houden is het gebruik van meer cilinders. Bij een cilinderinhoud van ongeveer 1300 cc heeft een tweecilinder cilinders van 650 cc, een viercilinder van 325 cc. Daardoor zijn zowel de boring als de slag kleiner.
Als voorbeeld een tweecilinder BMW R1250RS en een viercilinder Yamaha FJR1300, allebei sporttoerers. De slag van de BMW is vrij kort, 74% van de boring. Bij de Yamaha is dat bijna 84%. De BMW heeft echter een boxermotor. Elke vergroting van de slag telt daarbij dubbel: voor de linker en de rechter cilinder. Zou de BMW-motor bijna vierkant zijn (boring 93 en slag 92 mm), dan zou de cilinderinhoud gelijk blijven, maar dan zou de motor ruim 3 cm breder worden, ten koste van de grondspeling. Autofabrikanten geven hun boxermotoren ook vaak een korte slag zodat ze in de motorruimte passen.
| Voorbeeld                    | BMW R1250RS | Yamaha FJR1300 |           | Verschil |
| ---------------------------- | ----------- | -------------- | --------- | -------- |
| Aantal cilinders             | 2           | 4              | +2        |          |
| Boring                       | 102,5 mm    | 79 mm          | −23,5 mm  |          |
| Slag                         | 76 mm       | 66,1 mm        | −9,9 mm   |          |
| Cilinderinhoud               | 1254,2 cc   | 1296,0 cc      | +41,8 cc  |          |
| toerental                    | 7.750 tpm   | 8.000 tpm      | +250 tpm  |          |
| gemiddelde zuigersnelheid    | 19,63 m/s   | 18,76 m/s      | −0,87 m/s |          |
| Gecorrigeerde zuigersnelheid | 22,79 m/s   | 20,49 m/s      | −2,3 m/s  |          |

## Afbeeldingen

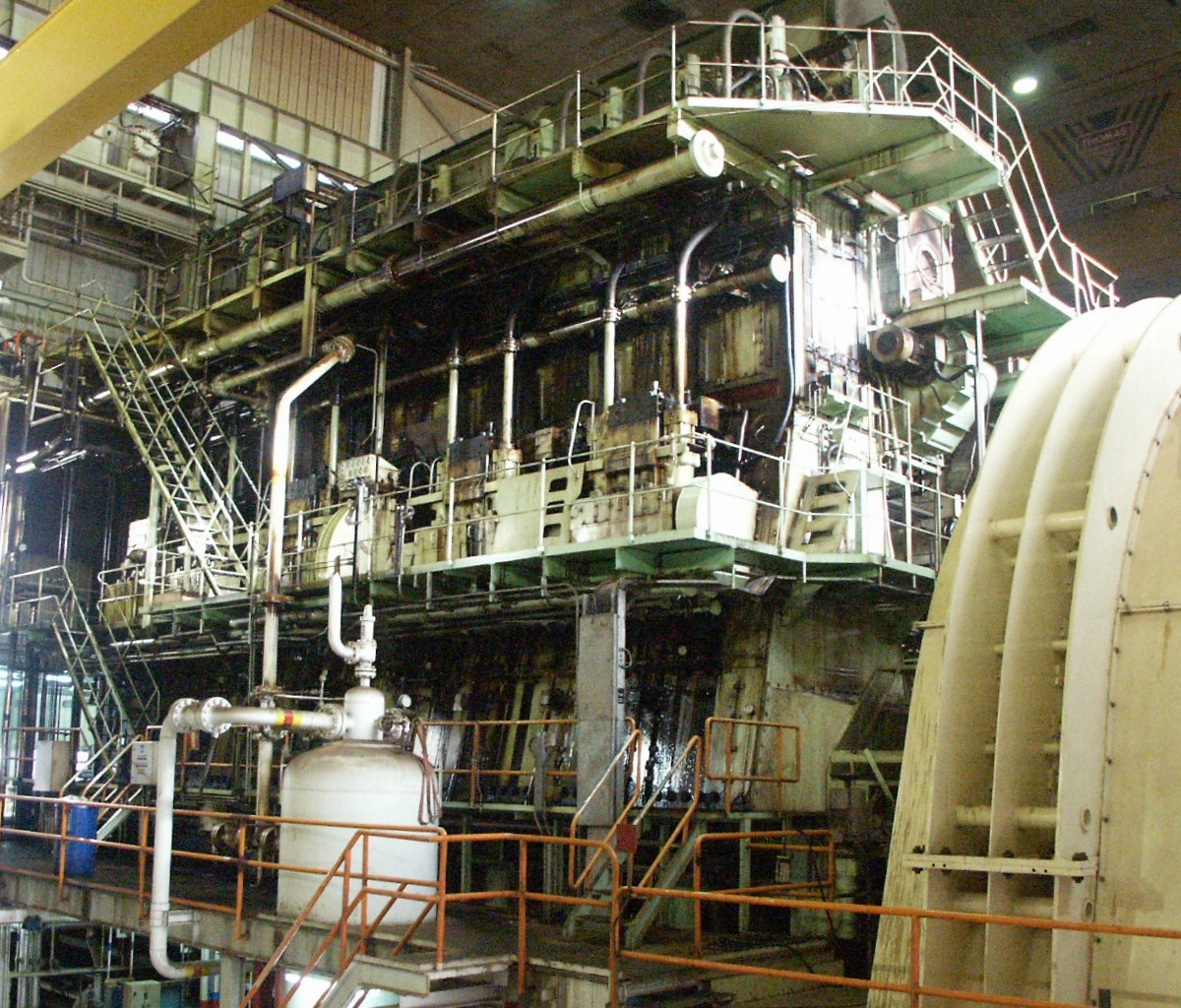
Scheepdiesels kunnen een slag van 3½ meter en zuigers van 5.000 kg hebben. Daarom moet het toerental laag blijven
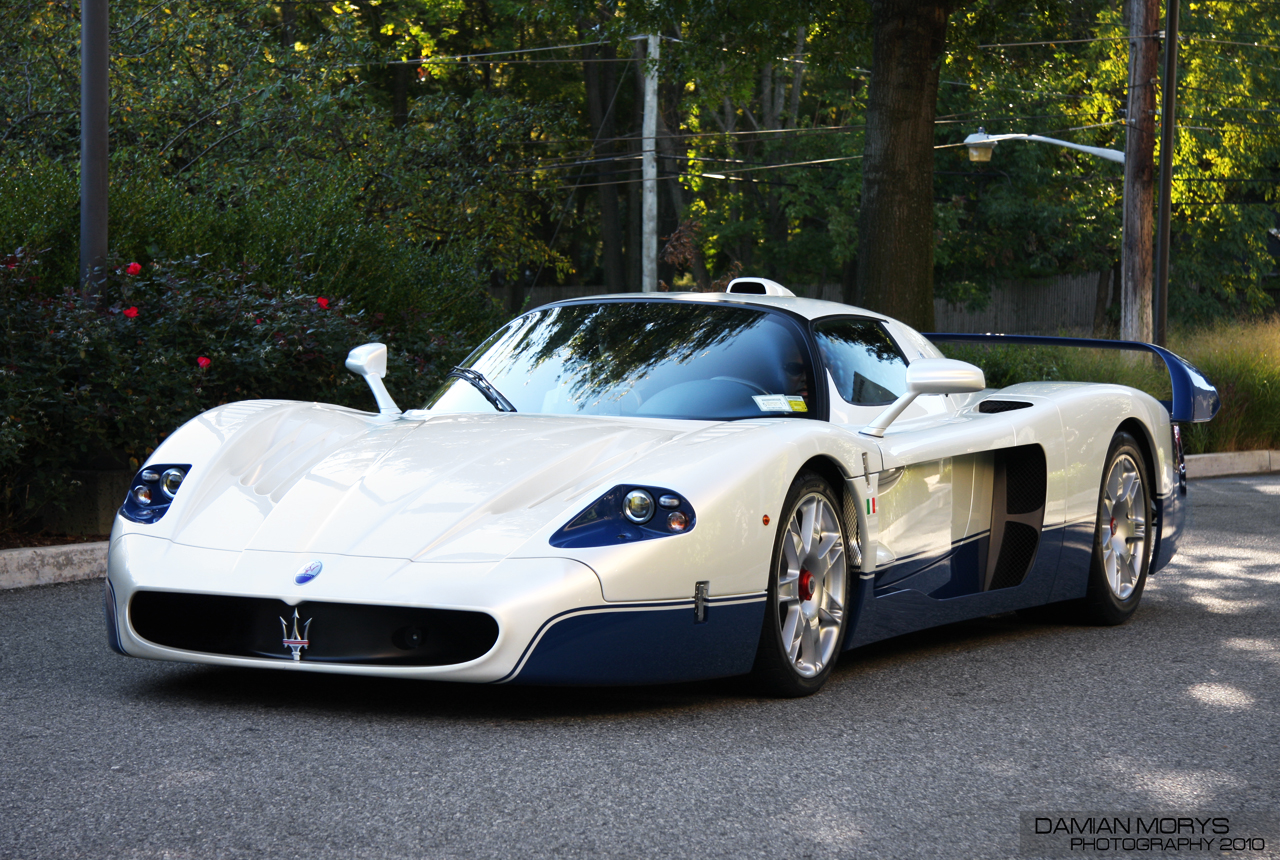
De Maserati MC12 heeft bij 7.500 tpm een gemiddelde zuigersnelheid van 18,8 m/s en een gecorrigeerde zuigersnelheid van 20,8 m/s
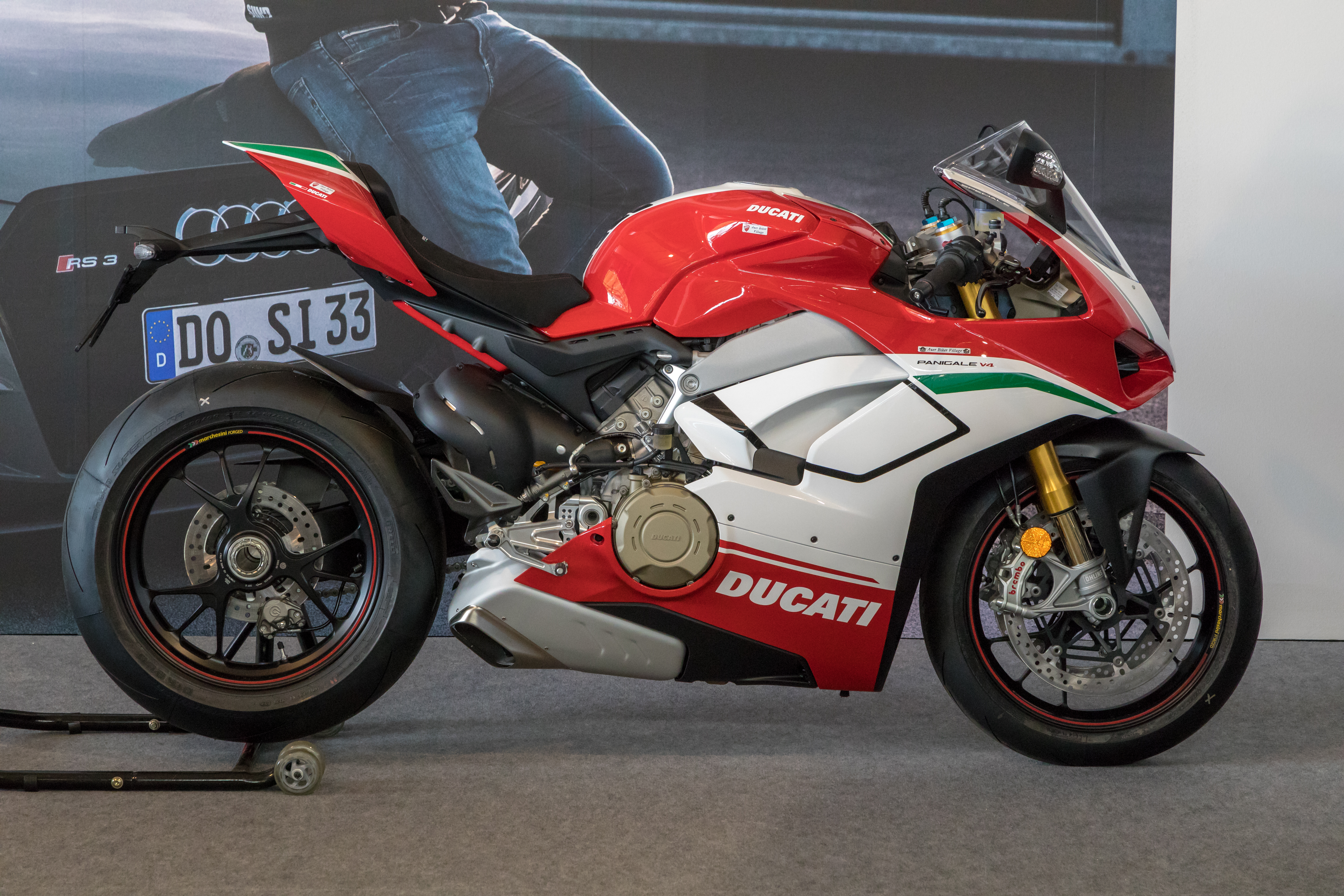
De Ducati Panigale V4 WK Superbike-racer heeft bij 15.250 tpm een gemiddelde zuigersnelheid van 24,6 m/s en een gecorrigeerde zuigersnelheid van 31,8 m/s
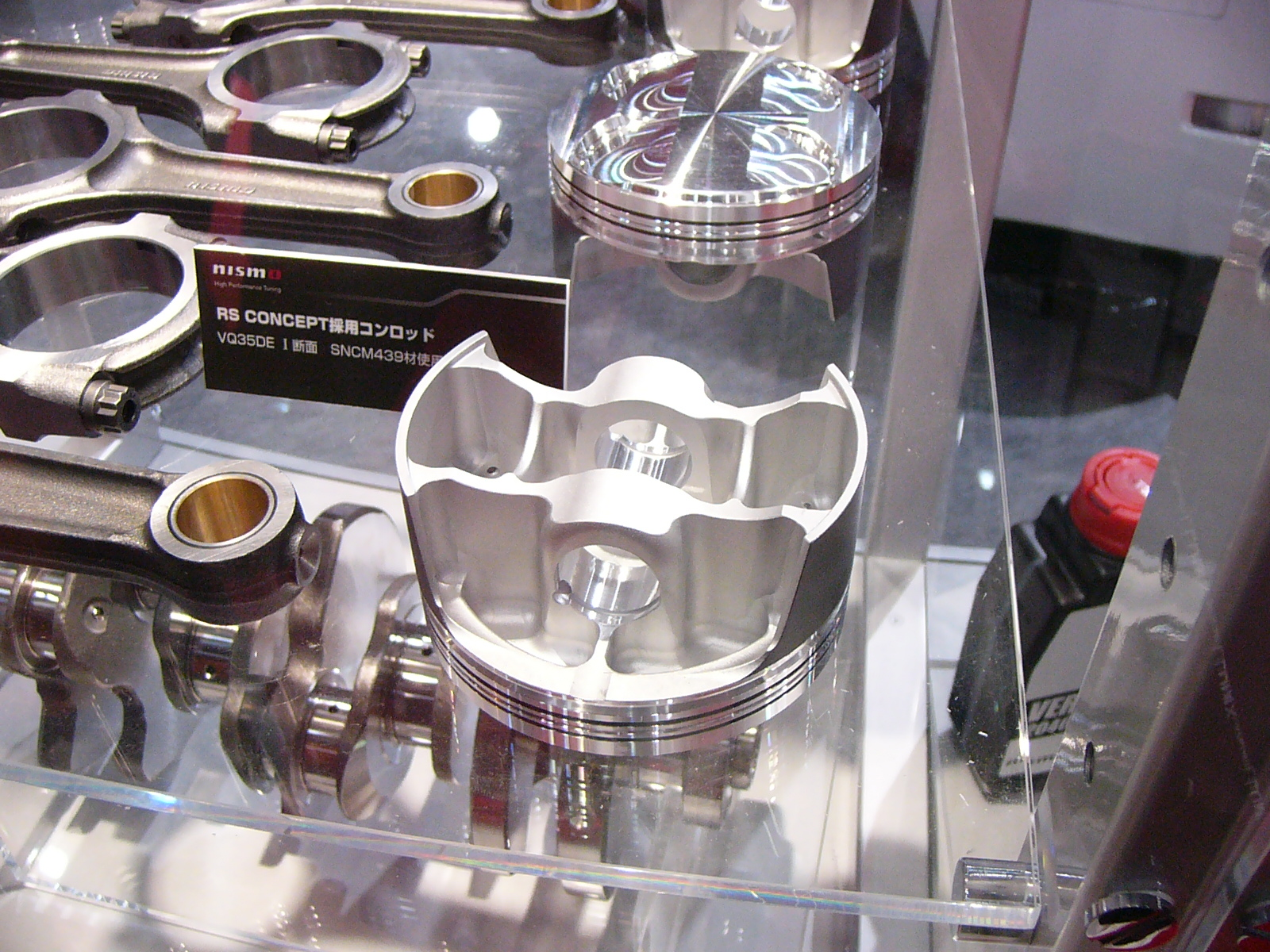
Lichtgewicht zuigers en drijfstangen verminderen de belasting bij hoge toerentallen.
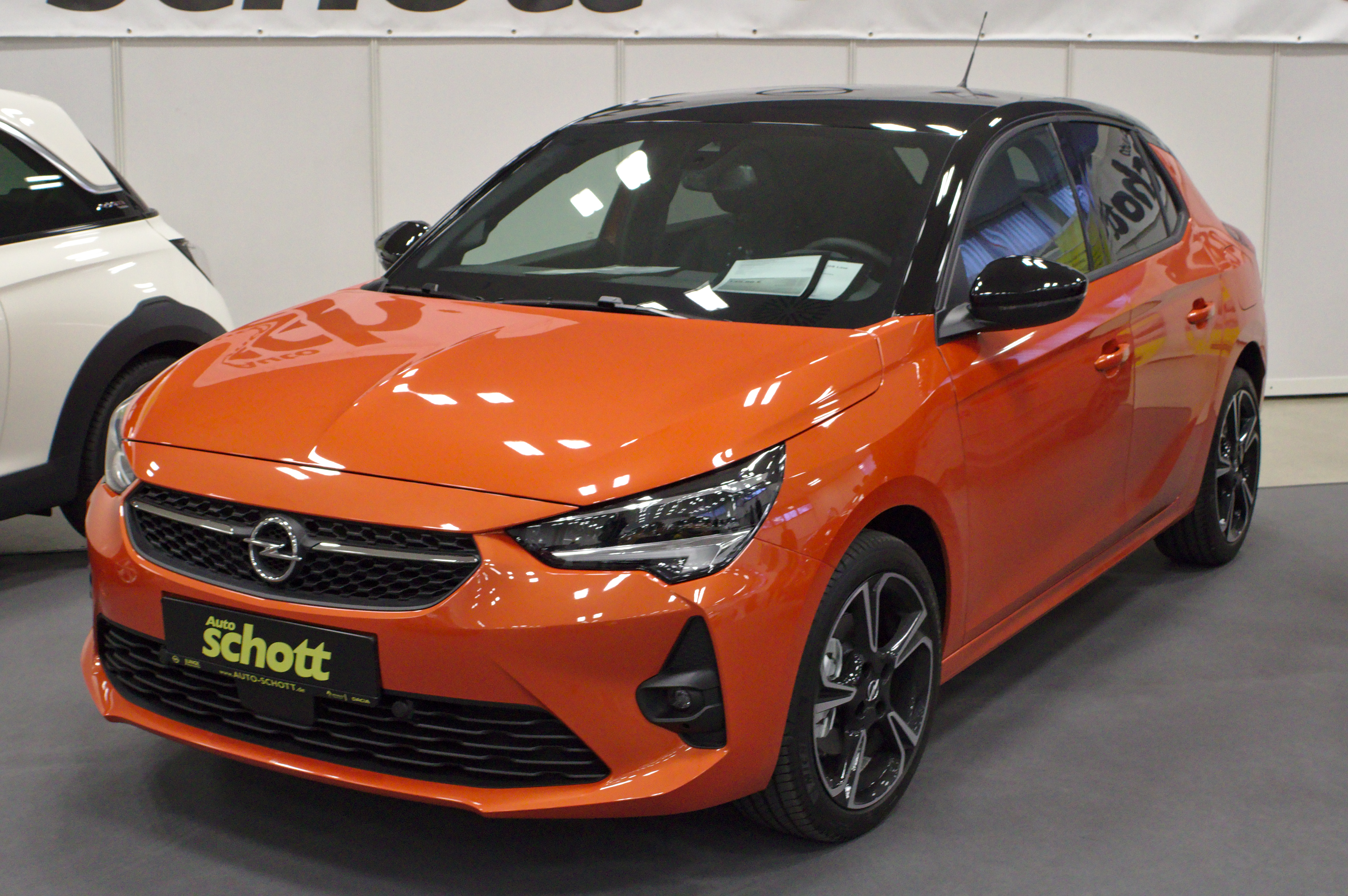
De langeslagmotor van de Opel Corsa F (boring 75 mm, slag 90,5 mm) heeft bij 5.750 tpm een gemiddelde zuigersnelheid van 17,3 m/s, maar een gecorrigeerde zuigersnelheid van 15,7 m/s
Bij een boxermotor telt de slaglengte dubbel als het de breedte van de motor betreft